# Герман III фон Гохштаден
Герман III фон Гохштаден (нім. Hermann III. von Hochstaden; бл. 1055 — 21 листопада 1099) — церковний і державний діяч Священної Римської імперії, 21-й архієпископ Кельна в 1089—1099 роках. Відомий також як Герман Багатий (нім. Hermann der Reiche).

## Життєпис
Походив з графського шляхетського роду Гохштаден з Юліхгау. Син Герхарда (Герлаха), графа Васенберга. Народився близько 1055 року. Згодом обрав для себе церковну кар'єру, здобувши відповідну освіту.
Перша письмова згадка відноситься до 1076 року, коли Герман фон Гохштаден був уже пробстом в Ксантені. 1085 року призначається архіканцлером Німеччини (перебував на посаді до 1089 року).
1089 року після смерті свого родича Зіґевіна фон Аре стає новим архієпископом Кельнським. Водночас отримав посаду архіканцлера Італії.
Підтримував як і його попередника імператора у боротьбі з Папським престолом за інвеституру. Водночас надавав підтримку монастирю Зігбург, сприявши розповсюдженню звідси монастирської реформи на монастирі Св. Миколая в Браувайлері і Св. Віта в Гладбасі.
1094 року передав різні володіння жіночому монастирю Св. Цецилії в Кельні. 1096 року під час Німецького хрестового походу доклав зусиль для захисту жидів Кельна від погромів, але загалом без особливого успіху. 1099 року в Аахені коронував принца Генріха королем Німеччини. Невдовзі після цього Герман III фон Гохштаден помер. Поховано в монастирі Зігбурга.